# Begasung
Bei einer Begasung wird ein Raum mit einem Gas geflutet, um Schädlinge zu bekämpfen. Da es sich meist um giftige Gase handelt, sind besondere Sicherheitsmaßnahmen erforderlich.
Üblich sind Begasungen bei der Lagerung von organischen Materialien (z. B. Getreidelagerung, in Lagerhallen der Häfen, Silos, Mühlen), darüber hinaus in Kirchen, Museen, Archiven und Bibliotheken zur Bekämpfung des Holzwurms und anderer Materialschädlinge. In den 1970er Jahren wurden in Deutschland außerdem Rotfuchsbaue begast, um die Tollwut einzudämmen.
Aus der Sicht der Arbeitssicherheit ist in Deutschland neben anderen Bestimmungen die Gefahrstoffverordnung zu beachten. Begasungsmittel zur Schädlingsbekämpfung sind innerhalb der Europäischen Gemeinschaft durch die Verordnung (EU) Nr. 528/2012 reglementiert. In Deutschland gilt bei Begasungstätigkeiten die Technische Regel für Gefahrstoffe (TRGS) 512 „Begasungen“.
Die Begasung von Frachtcontainern erfolgt, um das Transportgut während des Transports vor Schädlingen und Schimmelpilzen zu schützen, und um die globale Ausbreitung von Schadorganismen zu verhindern. Letzteres ist im Rahmen des Internationalen Pflanzenschutzübereinkommens (International Plant Protection Convention – IPPC) der Food and Agriculture Organization of the United Nations (FAO) geregelt. Demnach müssen Verpackungshölzer vor dem Verschiffen mit Hitze behandelt oder mit hochtoxischen Begasungsmitteln behandelt werden.